# 冈瑟·舒勒
冈瑟·亞歷山大·舒勒（英語：Gunther Alexander Schuller，1925年11月22日—2015年6月21日）是一位美國作曲家、指揮家、法國號手和爵士樂音樂家。他在1974年和1976年分別憑《Joplin: The Red Back Book》和《Footlifters》這兩部作品奪得格萊美獎，1994年又獲得普利策音樂獎。

## 生平
他出生於美國紐約市皇后區，父母都是德國人，其父亞瑟·E·舒勒（Arthur E. Schuller）是纽约爱乐乐团的小提琴手。岡瑟曾在曼哈頓的聖托馬斯合唱學校（Saint Thomas Choir School）學習法國號和長笛。15歲時，他已經能作為法國號手參與美国芭蕾舞剧院的演出，他在這裡一直待到1959年。他曾讀過曼哈頓音樂學院的預科，但因為希望早日成為職業音樂家，他從沒有在任何高等教育機構獲得文憑。1949年，他開始涉獵爵士樂，在迈尔斯·戴维斯的樂隊里演出。
1955年，他和鋼琴家約翰·劉易斯一起成立了現代爵士樂學會（Modern Jazz Society，後改名Jazz and Classical Music Society）。1957年在布兰迪斯大学授課時，他發明出“第三潮流”（Third Stream）一詞，也開始創作爵士樂題材作品，如1957年的《Transformation》、1959年的《Concertino》等。

### 成熟期
1959年，他放棄演出，專心作曲、教書和寫作，一生中，他寫出了超過190首不同風格的作品。
1960和70年代，他在新英格兰音乐学院擔任院長，並創立了新英格蘭拉格泰姆樂團（The New England Ragtime Ensemble）。同時，他也在波士顿交响乐团唐格尔伍德夏季演出場地工作。1970年至1984年，他還是唐格爾伍德音樂中心藝術總監。
自1993年開始直至去世，他一直擔任華盛頓州斯波坎西北巴赫節（Northwest Bach Festival）的藝術總監。
2011年，他出版了自傳《岡瑟·舒勒：追尋音樂與美的一生》（Gunther Schuller: A Life in Pursuit of Music and Beauty） 。2015年6月21日，他因白血病的併發症在波士頓去世。

## 外部連接
- 《大英百科全书》中的条目：冈瑟·舒勒（英文）
- Pro Arte biography of Gunther Schuller
- GM Recordings （页面存档备份，存于） Gunther Schuller's recording label
- Extensive DTM interview （页面存档备份，存于）
- Two interviews with Gunther Schuller （页面存档备份，存于） by Bruce Duffie (May 8, 1981 & October 15, 1988)
- Gunther Schuller Interview （页面存档备份，存于） NAMM Oral History Library (2011)
- The Gunther Schuller Society （页面存档备份，存于）